# Lac des Settons
Het Lac des Settons is een stuwmeer in de loop van de Franse rivier de Cure in het hart van de Morvan, in Bourgondië. Het meer is zeer visrijk met onder andere karper, snoek, forel en diverse soorten witvis.
Het meer is zeer goed met de auto te benaderen, er zijn geen steile hellingen en een bootje is eenvoudig te water te laten. Aan de oevers van het meer zijn diverse rustige en eenvoudige campings.
Het meer ligt op een hoogte van 586 meter, heeft een oppervlakte 367 hectare en een gemiddelde diepte van 6 meter. Het bekken bevat zo'n 19,5 miljoen m³ water. Het hoogste punt in de Morvan is Haut-Folin op 901 meter.
De stuw, bestaande uit graniet, is in 1858 in gebruik gesteld door Napoleon III en is een van de oudste stuwen van Frankrijk.
Al in achttiende eeuw werd gezocht naar mogelijkheden voor houttransport (voornamelijk gebruikt als brandstof) naar Parijs via toelopende rivieren; maar pas halverwege de negentiende eeuw werden de plannen geconcretiseerd. Na de bouw van de dam vulde het stuwmeer zich en verdween veel bebouwing onder water. Om de tien jaar werd onderhoud aan de dam gepleegd, waartoe men het meer in het najaar liet leeglopen. In de jaren twintig van de twintigste eeuw verloor het meer, wegens het gebruik van kolen als brandstof, zijn primaire functie en werd er jarenlang niet naar omgekeken. Wel kreeg het meer in 1936 een historische status toegewezen.
In de jaren vijftig van de twintigste eeuw kreeg het meer een recreatieve functie; in 1956 werd de eerste camping geopend. Sindsdien is de populariteit van het meer enorm gegroeid.